# Aeroportul Quanzhou Jinjiang
Aeroportul Quanzhou Jinjiang (IATA: JJN, ICAO: ZSQZ) este un aeroport din Jinjiang⁠(d), Quanzhou, Fujian, Republica Populară Chineză ce deservește zona Quanzhou. Aeroportul a fost tranzitat în 2022 de 3.708.328 de pasageri. A fost numit după zona deservită.
Aeroportul dispune de o singură pistă.